# 신지 (드러머)
신지(Shinji, 본명: 김성원, 1987년 7월 31일 ~ )는 대한민국의 드러머 겸 작곡가, 편곡가이다.

## 인물과 활동
2005년부터 2011년까지 밴드 Crow의 드러머로 활동하였고, 2006년 8월 19일 연세대학교 노천극장에서 열린 싸이 썸머스탠드 공연에서 드럼 테크니션을 맡았다. 2007년 MBC 《쇼바이벌》에서 세션 및 MR 레코딩을 맡았고, 2007년부터 2008년까지 밴드 A'ccel in a story, 밴드 NoMark에서도 드러머로 활동했다. 2008년 밴드 디아블로에서 드럼 테크니션을 맡은 적도 있다. 2012년에는 SBS 가요대전에서 아이돌그룹 인피니트 공연 당시 드럼을 연주했다. 2013년 EDM프로듀서 Polydive DJ set live를 했고, 같은 해 밴드 은하연합의 드러머로 영입된다. 2013년 그의 자작곡인 `Shinji Theme`가 수록되어있는 밴드 은하연합의 앨범 《Foreword》를 발매하고 이어 EDM프로듀서 Polydive의 솔로앨범 《One Lethal Blow》에서 `Aimless Bullet`의 편곡에 참여했다. 또한 같은해 그룹 슈퍼주니어의 유닛인 '슈퍼주니어 D & E'의 앨범 《Present》의 SKELETON이라는 곡의 M/V에서 해골가면을 쓴 드러머로 출연하기도 했다. 2014년 밴드 N.EX.T의 새 드러머로 영입되었다. 2014년 그룹 인피니트의 Dilemma라는 곡의 M/V에 검은색 마스크를 쓴 드러머로 출연했다. 2014년 SBS Big5 가요대전에 밴드 N.EX.T로 무대에 섰으며, 2014년 故신해철의 추모 콘서트 투어인 《민물장어의 꿈 - 서울》에서 드럼을 연주하였다. 2015년 하이원 서울 가요대상에서 밴드 N.EX.T로 무대에 섰고, 2015년 故신해철의 추모 콘서트 투어 《민물장어의 꿈 - 부산》에서 마찬가지로 드럼을 쳤다. 같은해에 성남시 주최 하의 신해철 거리만들기 토크콘서트 《굿바이 해철 날아라 크롬》에서 N.EX.T 멤버로서 무대에 섰다. 그리고 홍대 클럽FF에서 AshGrey X Polydive X Shinji X XXXY로 무대에 섰다. 같은 해 성남 파크콘서트에 N.EX.T 드럼으로 참여하였다. 2017년 현재 SPKN의 멤버로 활동하며, 밴드 EVE의 드럼 세션을 맡고 있다.
현재까지 드럼 편곡자, 드럼 연주자로서 왕성한 활동을 이어가는중이다.

## 활동

### 2015년
- 01.22 하이원 서울가요대상
- 02.28 NEXT. Utd. 콘서트 《민물장어의 꿈 - 부산》(NEXT. Utd.)
- 03.28 신해철 거리만들기 토크콘서트 《굿바이 해철 날아라 크롬》(N.EX.T)
- 08.22 2015 파크콘서트 (성남) 《마왕! 신해철을 추억하다!》(N.EX.T)
- 09.26 KBS 불후의 명곡: 전설을 노래하다 <함께해서 더욱 행복한 오늘, 한가위 특집> 최승돈& 홍경민 팀 드럼 라이브세션
- 10.10  EBS FM 영어콘서트 I Love English! I Love EBS FM! <당신의 꿈을 응원합니다> 홍경민 드럼 라이브세션
- 10.24 KBS 불후의 명곡: 전설을 노래하다 <그리운 그대에게 故신해철 1주기> 홍경민 팀 드럼 라이브세션
- 11.14 KBS 불후의 명곡: 전설을 노래하다 <자유를 노래한 아름다운 사람, 안치환편> 홍경민 팀 드럼 라이브세션
- 12.13 신해철 추모 N.EX.T 콘서트 《Here, We Stand For You》(N.EX.T)

### 2016년
- 02.12 의료법 개정 촉구 콘서트 (N.EX.T)
- 05.27 홍차(HONGCHA)- 홍경민, 차태현 '힘내쏭' 레코딩세션
- 10.22 2016 워리어스 바이크 페스티벌 밴드 에메랄드캐슬 라이브세션
- 10.29 현대카드 curated 28 故신해철 2주기 추모 공연 (N.EX.T)
- 12.03 박근혜 퇴진 제6차 범국민행동 촛불집회 공연 (N.EX.T)
- 12.31 Octagon Chongqing 2017 Countdown HAUSK Live

### 2017년
- 03.11 KBS 불후의 명곡: 전설을 노래하다 <작곡가 故 김명곤 편> 밴드 EVE 라이브세션
- 04.08 2017 이브 컴백콘서트 <Return of Eve> 라이브세션
- 04.26 울산방송 <뒤란> 밴드 EVE 라이브세션
- 05.06 KBS 불후의 명곡: 전설을 노래하다 <작곡가 김희갑 & 양인자 편> 2부 서문탁(w.송용진)팀 드럼 세션
- 05.13 이브 콘서트 <Return of EVE : After Party> 라이브세션
- 05.17 홍익대학교 대동제 밴드 몽키비츠 라이브세션
- 07.01 한일슈퍼락 페스티벌 2017 밴드 EVE 라이브세션
- 07.08 ~ 10.09 뮤지컬<오디션> '드러머 다복'역
- 08.11 부산국제락페스티벌2017 밴드 EVE 라이브세션

## 객원활동
드럼세션으로 많은 활동을 하였다.

### 2007년
- 밴드 Bloody Cookie 라이브세션
- 밴드 마리서사 세션

### 2008년
- 밴드 R★chemist 라이브세션

### 2009년
- 밴드 Downhell 라이브 세션(2009 ~ 2011)

### 2011년
- 걸그룹 HAM 라이브세션
- MBC 창사 50주년 특별기획 《DMZ 평화 콘서트》 드럼세션
- 밴드 스키조 라이브세션

### 2012년
- 밴드 몽키비츠 라이브세션
- 밴드 번아웃하우스 라이브세션

### 2013년
- M.net 《Music Triangle》 세션
- 그룹 HISTORY의 `Dreamer` 레코딩 세션
- 대학가요제 전국투어 라이브세션

### 2014년
- 밴드 Vassline(바세린) 라이브세션

### 2015년
- 밴드 몽키비츠(Monkey Beatz) 소리문화예술제 세션

### 2017년
- 밴드 EVE(이브) 세션

## 발매 앨범 및 음원
- 은하연합 《Foreword》 - Shinji Theme (2013)
- 은하연합 《The Absinthe》(2013)
- 은하연합 《Harmony》(2013)
- Polydive 《One Lethal Blow》- Aimless Bullet (2013)